# Min mors fisk
|  | Denne artikel er oprettet af botten PalnaBot ud fra en ekstern database. Den kan derfor have sproglige fejl eller mangler. Denne skabelon kan fjernes efter kontrol af indholdet. |

Min mors fisk er en film instrueret af Laura Ludmilla Sørensen, Anders Christoffer Andersen.

## Handling
På Ghanas kyst står kvinder for efterbehandlingen af fisk. Handlen med fisk giver ganske godt, så da den gamle mor dør, skal hun begraves efter alle kunstens regler. En standsmæssig begravelse med optog og hornmusik, og ikke mindst en formidabel kiste formet som en fisk i selvlysende farver. Tag med til ceremonien!